# Мехув (Любуське воєводство)
Мехув (пол. Miechów) — село в Польщі, у гміні Суленцин Суленцинського повіту Любуського воєводства.
Населення — 214 осіб (2011).
У 1975-1998 роках село належало до Гожовського воєводства.

## Демографія
Демографічна структура станом на 31 березня 2011 року:
|          | Загалом | Допрацездатний вік | Працездатний вік | Постпрацездатний вік |
| -------- | ------- | ------------------ | ---------------- | -------------------- |
| Чоловіки | 96      | 23                 | 70               | 3                    |
| Жінки    | 118     | 22                 | 70               | 26                   |
| Разом    | 214     | 45                 | 140              | 29                   |